# Bilaua
Bilaua é uma cidade e uma nagar panchayat no distrito de Gwalior, no estado indiano de Madhya Pradesh.

## Geografia
Bilaua está localizada a 26° 02′ N, 78° 16′ L. Tem uma altitude média de 236 metros (774 pés).

## Demografia
Segundo o censo de 2001, Bilaua tinha uma população de 11 522 habitantes. Os indivíduos do sexo masculino constituem 53% da população e os do sexo feminino 47%. Bilaua tem uma taxa de literacia de 55%, inferior à média nacional de 59,5%; a literacia no sexo masculino é de 66% e no sexo feminino é de 42%. 16% da população está abaixo dos 6 anos de idade.